# レイズ・ユア・フィスト・アンド・イェル
『レイズ・ユア・フィスト・アンド・イェル』（Raise Your Fist and Yell）は、アリス・クーパーが1987年に発表した10作目のスタジオ・アルバム。MCAレコード移籍後としては2作目に当たる。

## 背景
前作『コンストリクター』（1986年）に引き続きケイン・ロバーツとキップ・ウィンガーが参加。音楽的には、前作に引き続きヘヴィメタル色の強い作風とみなされている。「プリンス・オブ・ダークネス」は、クーパーも出演したホラー映画『パラダイム』（監督：ジョン・カーペンター）のために作られた曲である。
本作のジャケットを描いたジム・ウォーレンは、ボブ・シーガーのアルバム『Against the Wind』のジャケットを手掛けて1981年にグラミー賞を受賞したことで知られる。彼は1970年代からクーパーの大ファンで、2010年にようやく本人と対面を果たしたという。

## 反響・評価
アメリカのBillboard 200では73位に終わり、本作からのシングル・ヒットは出なかった。一方、スウェーデンでは3回（6週）トップ40入りして最高15位を記録。また、イギリスでは本作が全英アルバムチャートで48位に達し、本作からのシングル「フリーダム」は全英シングルチャートで50位を記録。
Barry Weberはオールミュージックにおいて5点満点中2.5点を付け「前作以上にダークな主題の役柄に回帰した」「重要作ではないが、クーパーがなおもロック・アンセムと演劇的な実験性の両方を提供できることを示した作品で、その意味においてはよくできている」と評している。

## 収録曲
特記なき楽曲はアリス・クーパーとケイン・ロバーツの共作。
1. フリーダム - "Freedom" – 4:10
2. ロック・ミー・アップ - "Lock Me Up" – 3:24
3. ギヴ・ザ・レイディオ・バック - "Give the Radio Back" – 3:34
4. ステップ・オン・ユー - "Step on You" – 3:39
5. ノット・ザット・カインド・オブ・ラヴ - "Not That Kind of Love" – 3:15
6. プリンス・オブ・ダークネス - "Prince of Darkness" – 5:10
7. タイム・トゥ・キル - "Time to Kill" – 3:39
8. チョップ・チョップ・チョップ - "Chop, Chop, Chop" – 3:06
9. ゲイル - "Gail" (Alice Cooper, Kane Roberts, Kip Winger) – 2:30
10. ローゼズ・オン・ホワイト・レース - "Roses on White Lace" – 4:30

## 参加ミュージシャン
- アリス・クーパー - ボーカル
- ケイン・ロバーツ - ギター、バックグラウンド・ボーカル
- ポール・ホロヴィッツ - キーボード
- キップ・ウィンガー - ベース、キーボード、バックグラウンド・ボーカル
- ケン・メアリー - ドラムス